# Жуан Мануэл
Жуа́н Мануэ́л (порт. João Manuel, 3 июня 1537, Эвора — 2 января 1554, Лиссабон) — инфант Португалии.

## Жизнь
Жуан Мануэл был восьмым ребёнком короля Португалии Жуана III и Екатерины Австрийской. В 1539 году, после того как умерли четыре его старших брата, он стал наследником португальского престола.
В 1552 году 15-летний Жуан Мануэл женился на испанской принцессе Хуане, которая приходилась ему двоюродной сестрой.
2 января 1554 года Жуан Мануэл скончался от диабета или туберкулёза. К тому моменту его жена уже была беременна, и через 18 дней после смерти Жуана Мануэла родился его сын — будущий король Португалии Себастьян I.